# Strada statale 503 del Passo del Giogo
La ex strada statale 503 del Passo del Giogo (SS 503), ora strada provinciale 503 del Passo del Giogo (SP 503), è una strada provinciale italiana, il cui percorso si snoda nella città metropolitana di Firenze.

## Percorso
La strada ha origine dalla strada statale 65 della Futa in corrispondenza della Casetta di Covigliaio, nel comune di Firenzuola. L'arteria prosegue in direzione est fino al centro abitato stesso di Firenzuola da dove si diparte la ex strada statale 610 Selice o Montanara Imolese verso l'Emilia-Romagna.
Il percorso devia quindi verso sud, varcando il fiume Santerno e inerpicandosi sull'Appennino tosco-romagnolo fino al raggiungimento del passo del Giogo (882 m s.l.m.). Superato quest'ultimo, la strada discende in direzione sud-ovest verso Scarperia, a cui funge da circonvallazione ovest, e oltre fino ad innestarsi sulla ex strada statale 551 Traversa del Mugello, alle porte di San Piero a Sieve non lontano dalla sponda sinistra del fiume Sieve.
In seguito al decreto legislativo n. 112 del 1998, dal 2001, la gestione è passata dall'ANAS alla Regione Toscana che ha provveduto al trasferimento dell'infrastruttura al demanio della Provincia di Firenze, quindi in seguito alla città metropolitana di Firenze.